# Алеутский пыжик
Алеутский пыжик (лат. Ptychoramphus aleuticus) — небольшая морская птица семейства чистиковых. Единственный представитель рода.

## Внешний вид
Мелкая птица, длина тела 25 см, масса тела в среднем 165 г. Имеет плотное телосложение с короткой шеей. Крыля в длину достигают 11—13 см. Оперение тёмное, у самцов и самок не отличается. В брачном наряде верх тела черновато-аспидный, бока головы, подбородок, горло и зоб тёмно-дымчато-серые, подкрылья серо-коричневые, грудь и брюхо белые. По белому пятну имеется под глазом и над ним, ещё одно светлое пятно расположено в основании надклювья. Клюв короткий (1,8—2,1 см), заострённый, чёрный, в среднем около 1 см в высоту. Радужная оболочка глаза белая. В зимнем наряде птицы отличаются более светлым горлом. От люрика отличается тёмными боками.
Птенцы в пуховом наряде от чёрного до буро-серого сверху и от серого или палевого до бледно-серого снизу. При этом кожа вокруг глаз не опушена. Лапы розовые с чёрным коготками. Радужная оболочка тёмно-коричневая. На десятый день жизни цвет ног меняется на тёмно-серый с голубоватым оттенком. В отличие от других чистиковых, первые перья появляются лишь на 12—16-й день, сначала на брюхе, боках, середине спины и крыльях. На 14-й день начинают развиваться перья хвоста. На 18-й день перья появляются на голове и шее, а рулевые перья достигают длины 10 мм, в 20—23 дня развиваются первостепенные маховые перья. Птенцовый наряд формируется к 30-му дню, хотя участки пуха могут оставаться на затылке и крестце до 42 дня жизни птенца. От взрослых птенцы отличаются белым горлом и более коротким клювом. В первом брачном наряде горло слегка беловатое, радужная оболочка тёмная или с тёмными пестринами.

## Распространение
Гнездится на островах западного побережья Северной Америки от Алеутских островов и Аляски до 27° с. ш., полуострова Калифорния и острова Гуадалупе. Все известные гнездовые колонии расположены южнее 57° с. ш. Зимует в пределах гнездового арела, где и кочует. Оседлая популяция известна на Фараллоновых островах. Известны залёты на Камчатку и Курильские острова.

## Питание
Питается преимущественно зоопланктоном — эуфазиид, бокоплавов и веслоногих раков длиной от 6 мм до 3 см, реже мальков рыб длиной 1,5—4,5 см. Кормятся в нескольких километрах от суши, ныряя на глубину до 30 м (по некоторым данным 80 м) или склёвывая корм с поверхности.

## Активность и поведение
Днём пыжики кормятся и отдыхают в море, а на суше появляются через полчаса после заката. Все социальные взаимодействия фиксировались только на суше. Они включают взаимные демонстрации в виде узнаваний, приветствий, кружений друг с другом, покачиваний головой, поклонов, трясений головой из стороны в сторону и поднимания крыльев. Во время территориальных конфликтов пыжики совершают выпады, ударяют противников клювами и преследуют их. Описано и поведение, напоминающее игровое, — «пятнашки», «чехарда», «салочки» — в том числе с участием нескольких особей. Брачное поведение включает поклоны, покачивание головой, имитацию клевков и щебетание перед спариванием и отряхивание, поправление оперения и взмахи крыльями после него.

## Размножение

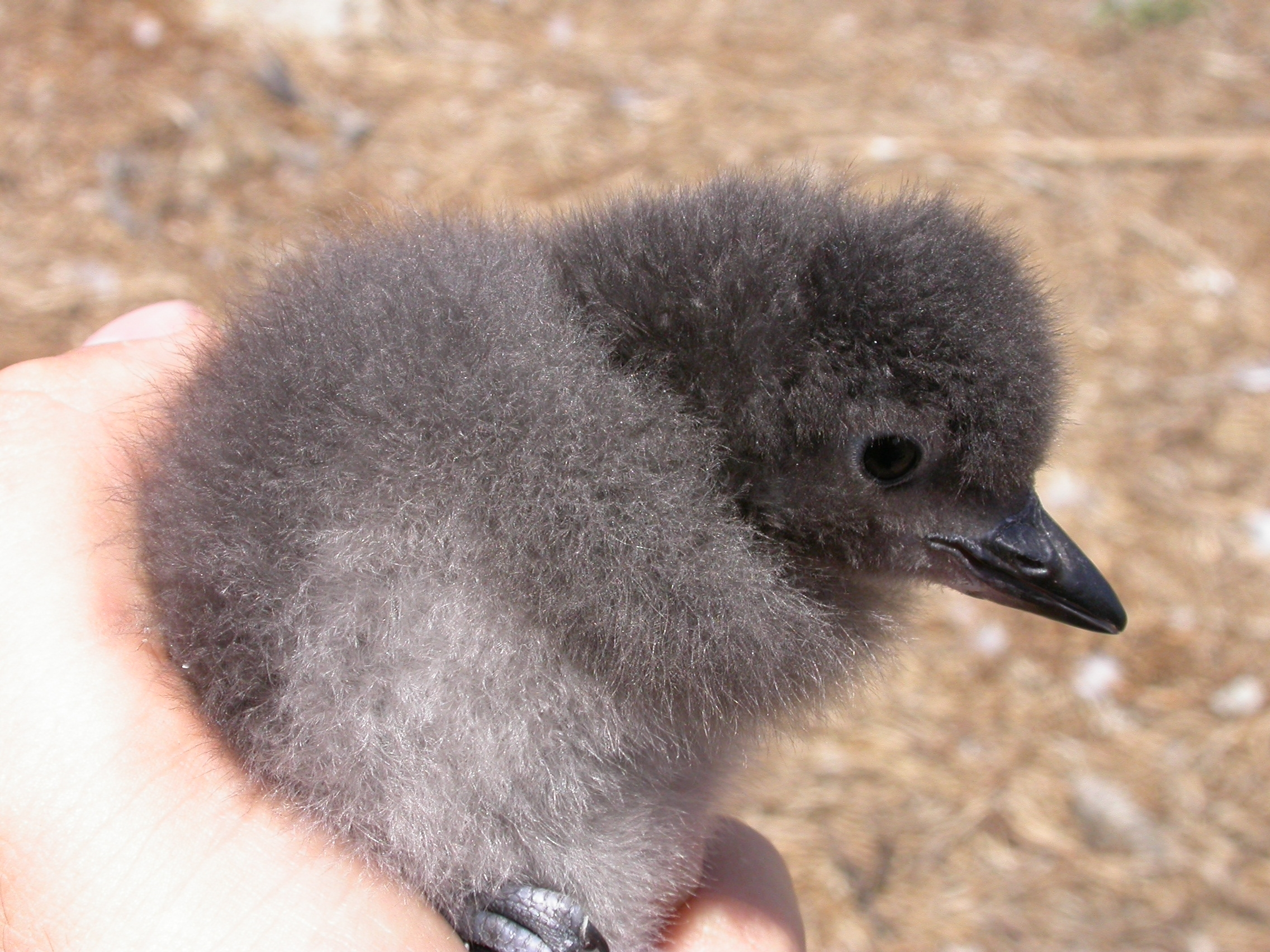
Птенец в пуховом наряде

Половой зрелости достигают в возрасте трёх лет. Гнездится колониями на скалистых побережьях, утёсах, мысах, островах. Для этого пыжики чаще всего роют норы среди невысокой сухой растительности, кустарников, под корнями деревьев, упавшими стволами, камнями или на голой земле. Места длительного гнездования подвергаются исчезновению растительного покрова и эрозии почв. При недостатке пригодных для рытья нор участков гнездятся в трещинах скал. Гнездо по своему устройству напоминает гнездо ста́рика: оно обустраивается в центре норы длиной 45—120 см (в среднем около 1 м). Часто норы имеют слепые ответствления, бывают изогнутыми или спиральными. Имеется специальный тоннель, в котором птицы скапливают свои экскременты. Яйцо откладывается на голую почву или редкую подстилку из выщипанной неподалёку травы. В кладке всегда по одному матово-белому, молочно-белому или кремово-белому яйцу, иногда с голубоватым или зеленоватым оттенком. Форма яйца промежуточная между овальной или эллиптической, как правило с округлыми концами, хотя встречаются и яйца с одним или обоими заострёнными концами. Средняя масса яйца составляет около 30 г, длина — около 47 мм, ширина — около 34 мм. Насиживанием занимаются оба родителя, сменяя друг друга после захода солнца. Инкубация длится 37—42 дня, обычно 38 дней. Вылупление длится 2—3 дня, реже меньше. Масса вылупившегося птенца по данным разных авторов в среднем равна около 17 или 21 г. Родители кормят птенцов ночью. Через неделю после вылупления они перестают обогревать птенцов, и начинают кормить их два раза в сутки. Ещё через две недели птенец появляется у выхода из норы, около которого в 30—35 дней начинает тренировать крылья. В 35—50 дней птенцы покидают гнездо и улетают в море. Их полет активный, но неуверенный.

## Враги и неблагоприятные факторы
Птенцы и яйца массово уничтожаются западными чайками, которые могут нападать и на взрослых птиц. На Алеутских островах и островах у побережья Аляски численность пыжиков сильно сократилась из-за интродукции туда лис, впоследствии уничтоженных. Будучи ночными птицами, пыжики летят на искусственный свет, из-за чего часто гибнут, разбиваясь о препятствия. Эту особенность используют и местные жители для добычи птиц, приманивая их на свет от костров. На Фараллоне пыжики также привлекаются теплом от теплоэлектростанции, погибая от угарного газа.